# Sumpen (tegneserie)
Sumpen er en humoristisk australsk avis-tegneserie af Gary Clark, der startede i 1981. 
I Danmark er tegneserien kendt fra tegneseriebladet Basserne. 

## Historie
I serien følger man de forskellige dyr i en sump. Man følger ofte ænderne, blandt andet den uheldige and Kalle der ikke kan flyve (man kan kende Kalle fordi han har en sort ring om halsen), de to frøer Freddy og Smalhals,  den tandløse alligator (senere krokodille) Gnaske (senere Kroko) og hans irriterende loppespisende fugl Palnatoke, en skildpadde og hans ven som er en hurtig snegl, nogle myrer, to rotter og mange flere.

## Ekstern henvisning
- Sumpens (Swamp) hjemmeside (engelsk)